# Setincabates hypersetosus
Setincabates hypersetosus är en kvalsterart som beskrevs av Lee 1993. Setincabates hypersetosus ingår i släktet Setincabates och familjen Haplozetidae. Inga underarter finns listade i Catalogue of Life.